# Bridelia
Bridelia es un género de plantas con flores perteneciente a la familia Phyllanthaceae. Consiste en unas 60-70 especies que se encuentran desde África a Asia.
Especies de Bridelia son el alimento de las larvas de algunas especies de Lepidopteras, incluyendo a Endoclita malabaricus.

## Taxonomía
El género fue descrito por Carl Ludwig Willdenow y publicado en Species Plantarum. Editio quarta 4(2): 978. 1806.
Etimología
Bridelia: nombre genérico que fue otorgado en honor del botánico suizo Samuel Élisée von Bridel.

## Especies seleccionadas
- Bridelia adusta
- Bridelia balansae
- Bridelia cathartica
- Bridelia cinnamomea
- Bridelia ferruginea
- Bridelia fordii
- Bridelia micrantha
- Bridelia monoica
- Bridelia montana
- Bridelia oligantha
- Bridelia retusa
- Bridelia stipularis
- Bridelia tenuifolia
- Bridelia whitmorei
- etc.